# Al-Qaryatain
Al-Qaryatain, auch Karjatain oder al-Karjatain (arabisch القريتين, DMG al-Qaryatayn), ist eine Stadt in Syrien im Gouvernement Homs. Im Nordosten der Stadt liegt Tadmur (Palmyra), Riqama und Dardaghan im Nordwesten, und Furqlus im Norden. Im Westen liegen Mahin, Huwwarin und Sadad. Im Südwesten liegen Kara, Deir Atiyah und an-Nabk. Im Süden liegt Dschairud.
Der Name der Stadt bedeutet „zwei Dörfer“. 2004 hatte die Stadt 14.208 Einwohner. Die Nahiya von Qaryatain hatte zur selben Zeit 16.795 Einwohner. Viele der Einwohner sind syrische Christen, die übrigen überwiegend Sunniten.
In der Nacht auf den 6. August 2015 wurde die Stadt von der Terrormiliz „Islamischer Staat“ eingenommen. Am 7. August 2015 wurde von einer Menschenrechtsorganisation bekannt gegeben, dass 230 Menschen entführt wurden. Ein von IS verbreitetes Video soll die Zerstörung des aus dem 4. Jahrhundert stammenden Klosters Mar Elian an den Stadttoren durch die Islamisten zeigen.
Am 3. April 2016 eroberten Truppen der syrischen Regierungsarmee die Stadt vom IS zurück. Die Offensive der Regierungstruppen wurde durch mehr als 40 Luftangriffe der russischen und syrischen Luftstreitkräfte auf Ziele in und um al-Qaryatain unterstützt. Ca. Ende September / Anfang Oktober 2017 gelang es dem IS, hinter die feindlichen Linien zu geraten und al-Qaryatain erneut einzunehmen. Die erneute Rückeroberung durch die syrische Armee erfolgte am 21. Oktober 2017. In der Zeit der dreiwöchigen Terrorherrschaft wurden nach Angaben von Menschenrechtsaktivisten mindestens 116 Menschen vom Daesch ermordet, davon 83 kurz vor der Flucht der Islamisten aus der Stadt.

## Belege
- Eli Smith, Edward Robinson: Biblical Researches in Palestine, Mount Sinai and Arabia Petraea: A Journal of Travels in the Year 1838. 3. Auflage. Crocker and Brewster, 1841 (englisch, eingeschränkte Vorschau in der Google-Buchsuche).